# Gran Seimas de Vílnius

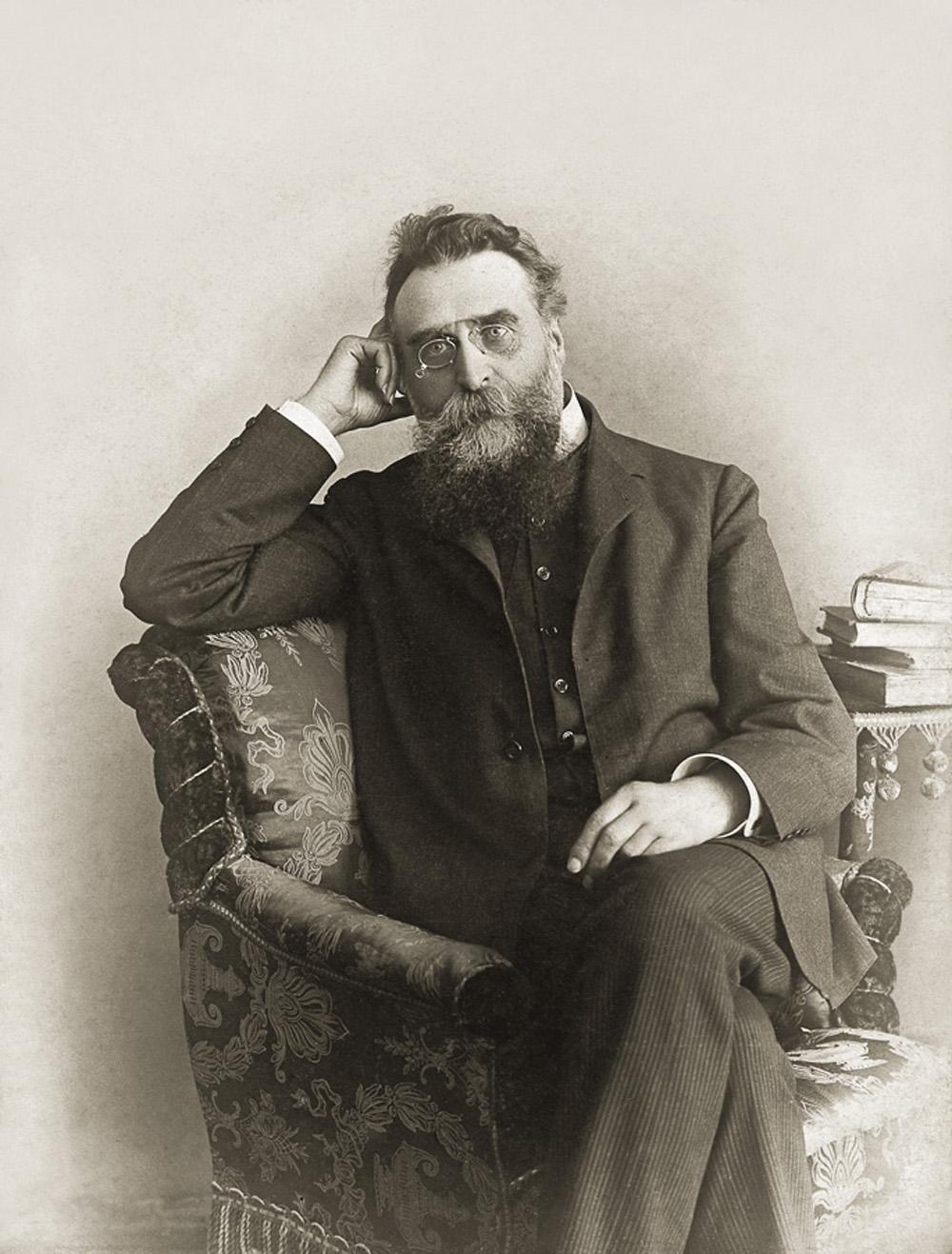
Retrat de Jonas Basanavičius, president del Seimas.

El Gran Seimas de Vílnius (en lituà: Didysis Vilniaus Seimas, també conegut com la Gran Assemblea de Vílnius) va ser una gran assemblea que es va celebrar del 4 a 5 desembre de 1905 a Vílnius, Lituània, aleshores part de l'Imperi Rus, inspirat sobre manera per la revolució Russa de 1905. Va ser el primer congrés nacional modern a Lituània i es va ocupar principalment dels problemes nacionals i no dels socials que van provocar la revolució. Més de 2.000 persones van participar en el Seimas. L'assemblea va decidir requerir una àmplia autonomia política dintre de l'Imperi Rus i aconseguir-lo per mitjans pacífics. Es considera un pas important en el camí de la Declaració d'Independència de Lituània, aprovada el 16 de febrer 1918 pel Consell de Lituània, ja que el Seimas havia posat les bases per a l'establiment d'un Estat independent lituà.

## Antecedents històrics

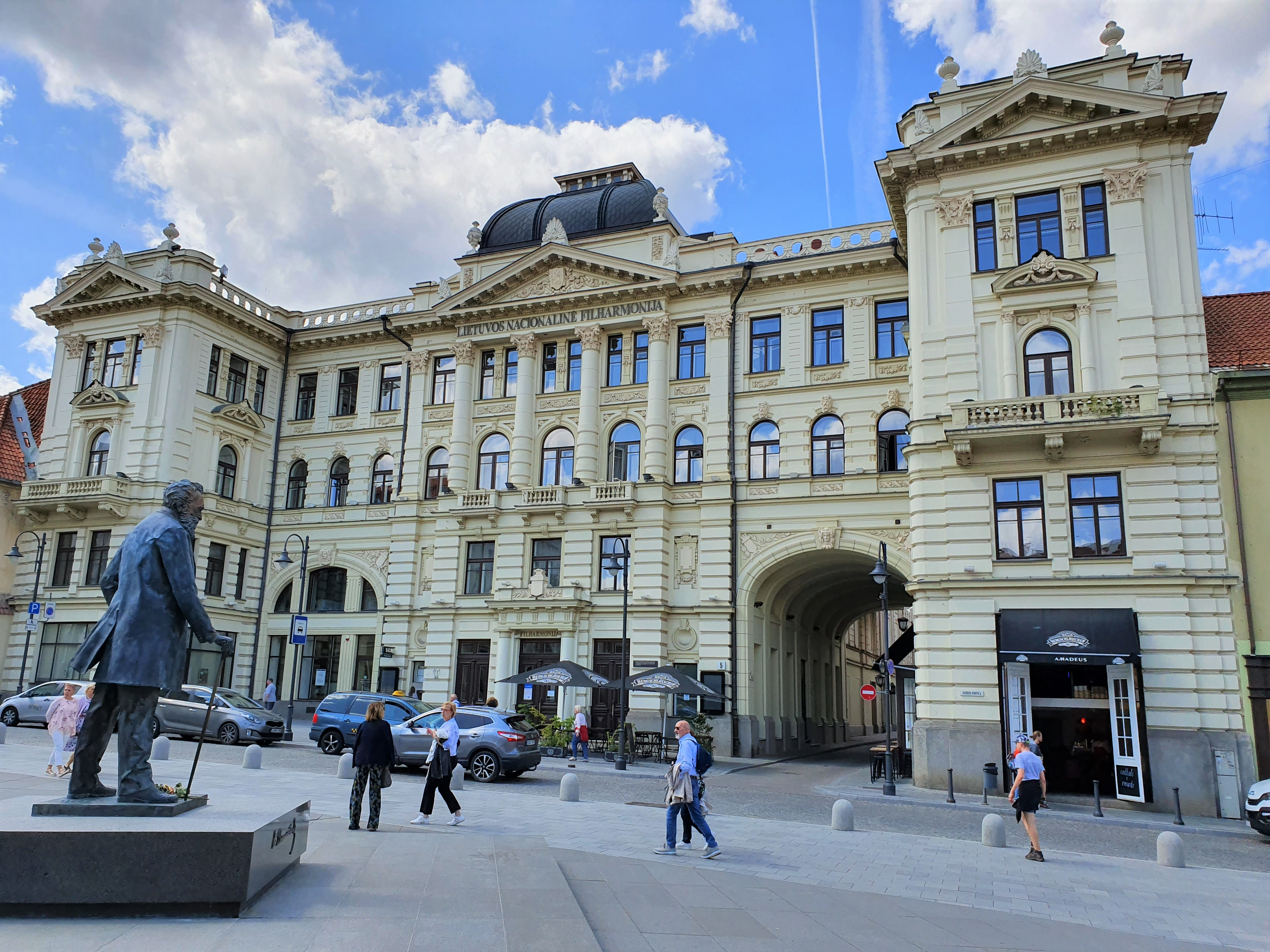
L'edifici en què el Gran Seimas de Vílnius va tenir lloc. Ara com ara allotja la Societat Filharmònica Nacional de Lituània.

Lituània havia format part de l'Imperi Rus des de la partició de la Mancomunitat de Polònia-Lituània del segle xviii. Després de la fracassada rebel·lió de gener de 1863, Lituània va ser objecte de russificació política: es va iniciar la prohibició de premsa lituana, les escoles havien d'ensenyar en la llengua russa, els catòlics no podien ocupar càrrecs a les institucions del govern i només podien posseir porcions limitades de terra i els drets polítics estaven restringits. Malgrat tot, aquestes mides van tenir uns efectes limitats sobre el renaixement nacional lituà, i el sentit de la identitat nacional de Lituània va continuar creixent. Els primers partits polítics lituans, el Partit Socialdemòcrata de Lituània i el Partit Democràtic de Lituània, van incloure en el seu programa els objectius d'autonomia política per a Lituània de l'Imperi Rus.
Després dels esdeveniments de Diumenge Sagnant (1905) es va provocar una revolució a Rússia, el tsar Nicolau II de Rússia es va veure obligat a fer concessions. L'abril del 1905, un decret garantia la plena llibertat de religió i el seu estudi, també que es realitzés en les llengües natives. El decret més important, el Manifest d'Octubre, es va anunciar el 30 d'octubre de 1905. Es garantia molts drets polítics, inclòs el de formar partits polítics i organitzar convocatòries. Aquest decret va ser la base legal per a celebrar la gran assemblea a Vílnius. El Manifest d'octubre també va anunciar la intenció de celebrar eleccions al parlament rus (Duma), i els organitzadors lituans van utilitzar això com un pretext oficial per al Seimas: van afirmar que els lituans necessitaven preparar-se per a aquesta elecció.

## Preparatius

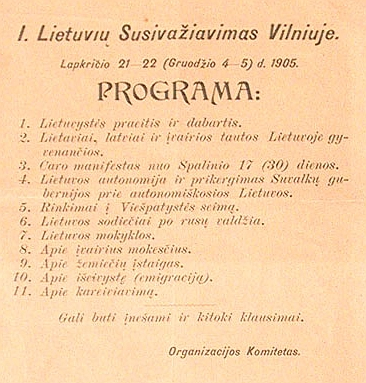
Un fulletó amb una proposta d'agenda per al Gran Seimas de Vílnius; fou rebutjada pels delegats i s'adoptà un calendari més políticament militant

Els historiadors no estan d'acord sobre qui va iniciar la idea d'organitzar una assemblea nacional. Alguns nomenen a Jonas Basanavičius, mentre que d'altres es decideixen per Jonas Kriaučiūnas. Les activitats de l'organització es van realitzar en major part pel demòcrata cristià lituà Petras Vileišis propietari del primer diari en llengua lituana el Vilniaus žinios, que va aparèixer després de l'aixecament de la prohibició, el 7 de maig de 1904, va ser molt popular i la seva circulació va assolir aviat els sis mil exemplars. El 31 d'octubre de 1905 un comitè d'organització de quinze membres, amb Jonas Basanavičius com a president i secretari Jonas Kriaučiūnas, van convocar l'assemblea. Van publicar una apel·lació o manifest al poble de Lituània l'11 de novembre al diari Vilniaus žinios. La crida, signada per tots dos, va despertar gran interès al públic. Es van enviar invitacions a totes les persones que fossin escollits com a representants de les seves comunitats als subdistrictes, i per a la resta de la gent interessada, en el futur de l'Estat de Lituània. Al final de l'apel·lació entre els vuit punts a tractar en el Seimas no es va incloure la qüestió de l'autonomia de Lituània.
El 15 de novembre, un memoràndum controvertit va ser adoptat pel comitè organitzador i enviat a Sergei Witte, el Primer Ministre de l'Imperi Rus. Estava signat per solament quatre persones: Jonas Basanavicius, qui va ser l'autor principal, Donatas Malinauskas, Juozapas Ambraziejus i Mečislovas Davainis-Silvestraitis. Es tractava d'una introducció, que resumia breument la història de Lituània, i deu punts de demandes i declaracions. El primer punt va ser el més controvertit: es va declarar que Kovno, Grodno, Vílnius, les gubèrnies de Suwałki i part de Curlandia eren històricament lituanes i que els polonesos, jueus, russos i d'altres grups en aquestes àrees no eren més que els invasors, que havien arribat en un passat recent. Els belarussos van ser nomenats "lituans Slavinized". L'últim punt de la nota també criticat, feia al·lusió a que el títol de Gran Duc de Lituània no era tingut en compte als documents del tsar. En altres punts s'exigia l'autonomia lituana, la igualtat de drets per a totes les nacionalitats i classes socials, la llibertat política i religiosa plena, l'educació universal i gratuïta a la llengua del país, la introducció de la llengua lituana a les institucions governamentals, així com la confirmació de la gubèrnia de Suwałki no com de Polònia sinó autònoma de Lituània. Moltes d'aquestes demandes van ser repetides posteriorment en el Gran Seimas de Vílnius.
La part de l'exposició que exigia l'autonomia de Lituània i la possible admissió autonòmica de la gubèrnia de Suwałki de Polònia, van ser reimpreses a la publicació russa Pravitel'stvennyi Vestnik el 23 de novembre. El govern rus va intentar demostrar que la concessió d'autonomia a Polònia i Lituània seria un fet complicat, i probablement exacerbaria els conflictes nacionals. El 26 de novembre el memoràndum també va ser reimprès al diari Vilniaus žinios. Va ser durament criticat pels no lituans a la seva posició sobre les minories i pels lituans per fer demandes en nom de la nació lituana sense esperar la resolució del Seimas.
El 4 de desembre, prop de 2.000 persones van arribar a Vílnius, la meitat d'ells van ser escollits oficialment com a delegats de les seves comunitats locals. Perquè no es van realitzar els procediments electorals habituals, el procés de selecció dels representants van variar sobre manera. Malgrat les irregularitats, va ser la primera elecció en la història de Lituània. La gent d'Aukštaitija van ser molt actius, mentre que la participació de Samogítia i Suvalkija va ser menor. Alguns dels delegats procedien d'àrees que ara són part de Polònia i Letònia, així com de zones que aleshores eren en les terres de l'Imperi Alemany (Lituània Menor). El resultat va ser una representació composta per gran varietat de comunitats, grups polítics, classes socials i organitzacions. El Parlament segurament va ser el primer a Europa a incloure les dones -n'hi havia set delegades-.

## El Gran Seimas
Es van necessitar dues hores d'intens debat per escollir Jonas Basanavičius com a president del Seimas, oficialment no partidista, i com a vicepresident al líder del Partit Socialdemòcrata Steponas Kairys. Altres membres van ser Antanas Smetona, el sacerdot Petras Būčys, i Juozas Stankūnas, els secretaris van ser Llevades Liudas Gira, Pranas Klimaitis, i Juozas Gabrys-Paršaitis. El comitè organitzador va proposar una agenda, per a l'assemblea, ben acadèmica orientada cap a temes culturals; aquesta agenda inicial va ser vetada pels delegats. Es va aprovar un nou calendari, que era més polític, i van destacar dos objectius principals: realització d'audiències sobre la situació actual a Lituània, i decidir quines demandes polítiques havien de ser presentades a les autoritats tsaristes. Una gran part dels treballs del primer dia es va dedicar als informes presentats pels delegats de les zones rurals. El contingut d'aquests informes era repetitiu i no tenia molt de pes. La qüestió més important era l'autonomia de Lituània.
Hi havia rumors que alguns polítics russos van témer seriosament la reacció que tindria Polònia per la concessió de l'autonomia, ja que els activistes polonesos desitjaven incorporar terres lituanes a la seva comunitat autònoma, proposant la tradició històrica de la Confederació de Polònia i Lituània. A la llum d'aquests rumors, les demandes dels delegats van ser molt més radicals del que s'esperava. La major part demandava autonomia en terres lituanes etnogràfiques junt amb les àrees frontereres que decidissin unir-se. La regió estava governada per persones escollides democràticament al Seimas de Vilnius i vinculats per llaços federals amb les terres veïnes. Les «terres lituanes etnogràfiques» en qüestió no estaven clarament definides, però la resistència a les autoritats tsaristes es va organitzar a les gubèrnies de Kovno, Grodno i Vílnius, amb una especial atenció a la gubèrnia de Suwałki. La resolució del Seimas, adoptada al segon dia, va declarar explícitament que els lituans de la gubèrnia de Suwałki havien decidit unir-se a la lluita per l'autonomia de Lituània. Això va ser un intent d'evitar a la potencial comunitat autònoma polonesa de reclamar Suwałki, aleshores part del Tsarat de Polònia. L'elecció per al Seimas seria universal, directe i secret, a totes les persones que se'ls concediria el sufragi sense consideració de sexe, religió o nacionalitat. Si l'elecció hagués tingut lloc, hagués estat la primera a Europa, on les dones obtinguessin el mateix dret a vot.
Aquesta petició va ser de gran abast i va portar a la transformació necessària de l'imperi en un estat federal, que va col·locar a Lituània al mateix nivell amb el Gran Ducat de Finlàndia dintre del sistema constitucional de Rússia. Unes acalorades discussions van continuar en els mitjans per aconseguir aquesta transformació. Alguns van argumentar a la resistència armada, però es va recordar que els aixecaments anteriors al novembre de 1831 i gener de 1863 havien fracassat. Altres van suggerir una resistència pacífica i passiva: negar-se a pagar impostos, boicotejant productes d'empreses monopolistes (principalment aquelles de venda de begudes alcohòliques), no permetre que els nens assistissin a les escoles russes, evadir l'entrada a l'exèrcit rus, i promoure l'organització de vagues de treballadors a les fàbriques. Els delegats, que eren a la seva majoria petits agricultors, també van discutir la reforma agrària, exigint que tota la terra es confisqués als grans terratinents i la repartició s'efectués entre els que efectivament la conreessin. Tanmateix, no es va arribar a cap conclusió en aquest tema, ja que hi havia una percepció que una resolució sobre la reforma agrària seria encoratjar als pagesos a aixecar-se contra els seus propietaris, com estava succeint en altres bandes de l'Imperi Rus.
Al final del segon dia, el Gran Seimas va aprovar una resolució de quatre paràgrafs:
- El primer paràgraf va ser la declaració que el govern tsarista era l'enemic més perillós de Lituània.
- El segon paràgraf exigia l'autonomia.
- El tercer descrivia els mitjans que es consideraven acceptables per assolir aquest objectiu: la resistència havia d'ésser pacífica i passiva.
- El quart i últim paràgraf exigia que els nens se'ls ensenyés en la seva llengua materna pels professors escollits pel poble.

El Seimas, a diferència de la Conferència de Vílnius de 1917, no va tractar d'escollir una institució per portar a terme aquestes resolucions i actuar com a Govern lituà. Després del Seimas, les zones rurals es van quedar soles i sense guia central.
Després de la resolució que va ser adoptada pel Parlament, prop de mitjanit, Jonas Basanavičius va llegir en veu alta la seva proposta d'incloure un punt accessori adjunt de condemna a les autoritats eclesiàstiques de Polònia per suprimir l'ús de la llengua lituana a les esglésies dintre de la diòcesi de Vílnius. Els assumptes de l'església no s'havien discutit durant les sessions, però la majoria va estar d'acord amb la proposta, en una votació a mà alçada. Perquè aquesta nota accessòria no va ser discutida plenament, els socialdemòcrates no van considerar la seva oficialita.

## Conseqüències

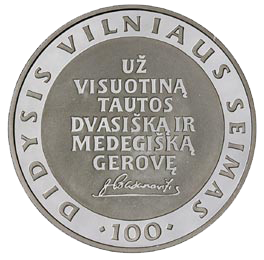
Litas moneda commemorativa dedicada als 100 anys del Gran Seimas de Vilnius.

Durant la nit del 5 de desembre al 6 de desembre, Petras Vileišis va imprimir 36.000 còpies de la resolució per a la seva distribució. Després de l'assemblea, coneguda pels seus forts, llargs i intensos debats, els delegats van tornar a les seves comunitats i van començar a instaurar les seves resolucions. Les antigues administracions russes van ser reemplaçades en 125 dels 280 subdistrictes (82 a Kaunas, 33 a Suvalkai i 10 gubèrnies a Vílnius). Aquestes comunitats van escollir els seus propis representants, van organitzar les seves pròpies escoles on es feien les classes en llengua lituana i van deixar de pagar els impostos. Mentre que les primeres respostes russes van estar desorganitzades i confuses, les autoritats van contar aviat amb les seves forces armades i la situació va tornar a la normalitat. El procés va ser relativament pacífic, només n'hi va haver uns enfrontaments entre grups armats de pagesos i forces militars tsaristes. A diferència de la veïna Letònia o Estònia, els pagesos no es van aixecar en contra dels seus propietaris. Alguns dels activistes més prominents d'aquest moviment van ser arrestats i enviats a Sibèria.
El Partit Democràtic de Lituània i Ernestas Galvanauskas van utilitzar el Seimas com una oportunitat per organitzar la Unió Pagesa de Lituània, que representava la major part dels interessos dels grans i mitjans agricultors. La Unió va ajudar a difondre la influència del Seimas al camp. Uns dies més tard, Jonas Basanavičius va fundar el Partit Nacional Demòcrata de Lituània (Tautiškoji lietuvių Demokratų partija), el primer partit nacionalista de Lituània.
El pla per a l'autonomia no es va realitzar en aquest moment, però el Seimas va ser un avenç important per a la independència de Lituània. Els esforços consolidats, van aconseguir l'organització de partits polítics, l'enfortiment de la consciència nacional, i la força en la població rural. L'assemblea va rebutjar decididament idees per restaurar l'antic Gran Ducat de Lituània i per primera vegada va expressar les demandes d'autonomia. Van ser aconseguits molts dels drets polítics i religiosos que van ser atorgats pel Manifest d'Octubre. Van sorgir nombroses societats agrícoles, educatives, científiques, literàries i artístiques.